# Matija Dvorneković
Matija Dvorneković (Sisak, 1º gennaio 1989) è un ex calciatore croato, di ruolo attaccante.

## Palmarès

### Club

#### Competizioni nazionali
- Campionato albanese: 1

Kukësi: 2016-2017
- Coppa d'Albania: 1

Kukësi: 2015-2016
- Supercoppa d'Albania: 1

Kukësi: 2016